# 埃斯特里德卡尔多斯
埃斯特里德卡尔多斯，是西班牙加泰罗尼亚莱里达省的一个市镇。 总面积17平方公里，总人口72人（2001年），人口密度4人/平方公里。